# Чанґезін
Чанґезін (перс. چنگزين) — село в Ірані, у дегестані Шамсабад, в Центральному бахші, шахрестані Ерак остану Марказі. За даними перепису 2006 року, його населення становило 89 осіб, що проживали у складі 22 сімей.

## Клімат
Середня річна температура становить 10,48°C, середня максимальна – 29,36°C, а середня мінімальна – -11,80°C. Середня річна кількість опадів – 240 мм.
| Клімат поселення                              | Клімат поселення | Клімат поселення | Клімат поселення | Клімат поселення | Клімат поселення | Клімат поселення | Клімат поселення | Клімат поселення | Клімат поселення | Клімат поселення | Клімат поселення | Клімат поселення | Клімат поселення |
| Показник                                      | Січ.             | Лют.             | Бер.             | Квіт.            | Трав.            | Черв.            | Лип.             | Серп.            | Вер.             | Жовт.            | Лист.            | Груд.            |                  |
| Середній максимум, °C                         | 5,58             | 7,28             | 11,29            | 17,78            | 23,10            | 28,42            | 29,36            | 29,21            | 24,53            | 18,09            | 11,49            | 6,20             |                  |
| Середня температура, °C                       | −3,1             | −1,4             | 2,61             | 9,09             | 14,42            | 19,73            | 23,62            | 23,47            | 18,81            | 12,35            | 5,75             | 0,46             |                  |
| Середній мінімум, °C                          | −11,8            | −10,08           | −6,08            | 0,42             | 5,74             | 11,04            | 17,88            | 17,72            | 13,06            | 6,61             | 0,00             | −5,27            |                  |
| Норма опадів, мм                              | 35               | 35               | 45               | 33               | 25               | 4                | 2                | 1                | 0                | 7                | 22               | 31               |                  |
| Середньомісячна швидкість вітру, м/с          | 1.17             | 1.91             | 2.39             | 2.88             | 2.31             | 2.18             | 2.10             | 1.98             | 1.97             | 1.97             | 1.79             | 1.20             |                  |
| Середньомісячна сонячна радіація, кДж/м²·день | 9737             | 12842            | 15429            | 18533            | 22576            | 26893            | 25940            | 24321            | 21501            | 16009            | 11291            | 9377             |                  |
| --------------------------------------------- | ---------------- | ---------------- | ---------------- | ---------------- | ---------------- | ---------------- | ---------------- | ---------------- | ---------------- | ---------------- | ---------------- | ---------------- | ---------------- |
| Джерело:                                      |                  |                  |                  |                  |                  |                  |                  |                  |                  |                  |                  |                  |                  |